# Charlie Shavers
Charlie James Shavers (New York, 3 augustus 1920 - aldaar, 8 juli 1971) was een Amerikaanse jazztrompettist, componist en arrangeur in de swing-jazz. Hij speelde onder meer met Dizzy Gillespie en Billie Holiday. Zijn compositie "Undecided" is een jazzstandard.
Shavers, een neef van bokser Earnie Shavers, speelde aanvankelijk piano en banjo, maar stapte later over  op de trompet. Midden jaren dertig speelde hij in de bands van Tiny Bradshaw en Lucky Millinder. In 1936 sloot hij zich aan bij de kleine groep van bandleider John Kirby, waarvoor hij ook arrangementen schreef. Mede door zijn werk voor de groep werd de band een van de commercieel meest succesvolle swing-groepen van die tijd. Zijn compositie "Undecided" werd in die tijd ook een hit. Shavers werd hierdoor vaak gevraagd voor platenopnames en speelde in de opnamestudio met Johnny Dodds, Jimmy Noone en Sidney Bechet.
In 1944 stapte Shavers uit de band en speelde een jaar lang bij het orkest van Raymond Scott. Van 1945 tot 1956 was hij een belangrijk lid van het orkest van Tommy Dorsey. Daarnaast maakte hij opnames met de Metronome All-Stars en toerde hij met Jazz at the Philharmonic. In 1956 begeleidde hij met onder meer John Kirby zangeres Maxine Sullivan tijdens plaatopnames. In 1963 werkte hij mee aan een wederopstanding van Tommy Dorsey Orchestra. Eind jaren zestig had hij een kwartet met Budd Johnson, waarmee hij ook opnames maakte.
Door jazzkenners als Digby Fairweather wordt Shavers geprezen om zijn persoonlijke spel, zijn techniek, melodie en ook humor.
Shavers overleed aan de gevolgen van keelkanker.

## Trivia
- In Rotterdam is een straat naar Charlie Shavers vernoemd, de Charlie Shaverslaan.

## Discografie (selectie)
- Horn O'Plenty, Bethlehem, 1954
- The Most Intimate Charlie Shavers, Bethlehem, 1955
- Gershwin, Shavers and Strings, Bethlehem, 1955
- Charlie Digs Dixie, MGM, 1959
- Girl of my Dreams, Everest, 1960
- Swing Along, Sesac, 1961
- Swingin' with Charlie, Sesac, 1961
- Live! (met Budd Johnson), Black & Blue, 1970

- Biblioteca Nacional de España: XX910449
- Bibliothèque nationale de France: cb13899712x (data)
- Gemeinsame Normdatei: 134520793
- International Standard Name Identifier: 0000 0000 8111 6259
- Library of Congress Control Number: no91019551
- Nationale Bibliotheek van Letland: 000068900
- MusicBrainz: 7c6607e2-dd61-4056-a56f-e46ebfa8b4c7
- Nationale Bibliotheek van Israël: 987007454403305171
- Nederlandse Thesaurus van Auteursnamen: 100668070
- Istituto Centrale per il Catalogo Unico: UBOV526114
- SNAC: w6cv50z9
- Système universitaire de documentation: 084288434
- Virtual International Authority File: 32184685
- WorldCat: E39PBJxcVFKXVbVW6cpTTVQKBP